# ناسازگاری فرگشتی

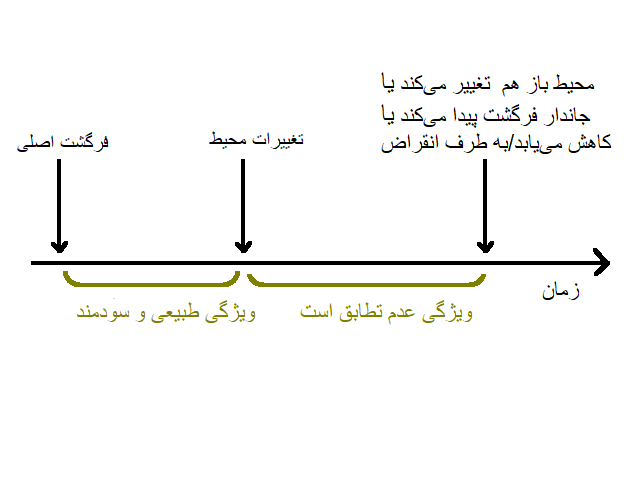
جدول زمانی که دوره ناسازگاری را پس از یک تغییر محیطی نشان می‌دهد.

نظریه ناسازگاری فرگشتی (انگلیسی: Evolutionary mismatch) یا همچنین به عنوان تله فرگشتی نیز شناخته می‌شود، مفهومی در زیست‌شناسی فرگشتی است که به صفات فرگشت یافته‌ای گفته می‌شوند که زمانی سودمند بوده‌اند اما به دلیل تغییرات محیطی ناسازگارانه شده‌اند. این ناسازگاری می‌تواند در انسان و جانداران رخ دهد و اغلب به تغییرات سریع محیطی نسبت داده می‌شود. نوعی از تغییرات محیطی رایج، پیامد انسان بر محیط زیست است. در زمان‌های اخیر، انسان‌ها تأثیر بزرگ، سریع و قابل ردیابی بر محیط‌زیست داشته‌اند، بنابراین سناریوهایی را ایجاد می‌کنند که در آن مشاهده ناسازگاری فرگشتی آسان‌تر است. سازوکارهای روان‌شناختی انسان سازگاری‌هایی هستند که برای پردازش ورودی‌های محیطی فرگشت یافته و آن‌ها را به خروجی‌های رفتاری تبدیل می‌کنند که به‌طور متوسط چشم‌انداز بقا یا تولیدمثل را افزایش می‌دهند. با این حال، زمینه‌های مدرن با محیط‌هایی که با فرگشت سازوکارهای روان‌شناختی انسان وجود داشت، بسیار متفاوت است. بسیاری از ورودی‌ها اکنون از نظر کمیت و شدت متفاوت هستند یا دیگر روابط سازگارانه یکسانی ندارند، در نتیجه سازوکارهای زیادی را برای تولید خروجی ناسازگار هدایت می‌کنند. مطرح شدن نظریه ناسازگاری فرگشتی تحت عنوان تله فرگشتی در اوایل دهه ۱۹۴۰ آغاز شد.
ناسازگاری فرگشتی اکنون به عنوان عاملی اثرگذار بر بسیاری از جنبه‌های زندگی مدرن انسان شناخته شده‌است. به عنوان مثال می‌توان به رژیم غذایی، ورزش، قرار گرفتن در معرض نور، استرس مزمن، محرومیت از خواب، فناوری الکترونیکی، سوء مصرف مواد مخدر، اثر بر بهداشت روانی، بدرفتاری با همسر، تغییرات آب و هوا، نابرابری اجتماعی، سیاست و اقتصاد اشاره کرد. این معضل همچنین پیامدهای زیادی برای سلامت عمومی دارد. برای نمونه در عصر جست‌وجوی غذا، شکارچیان به ندرت می‌دانستند وعده غذایی بعدی‌شان از کجا تهیه می‌شود. این کمبود مواد غذایی باعث صرفه‌جویی در مصرف و سوزانده شدن کالری وعده‌های غذایی پر انرژی به منظور صرفه‌جویی در انرژی اضافی به عنوان چربی می‌شود. اکنون که غذا به راحتی در دسترس است، سیستم عصبی که زمانی به مردم کمک می‌کرد مزایای بقای غذا خوردن ضروری را بشناسند، اکنون به پدیده‌ای مضر تبدیل شده‌است زیرا باعث افزایش پرخوری می‌شود. این امر به ویژه پس از ظهور غذاهای فرآوری شده خطرناک شده‌است، زیرا محبوبیت غذاهایی که به‌طور غیرطبیعی سطوح قند و چربی بالایی دارند به میزان قابل توجهی افزایش یافته‌است.
برای رهایی از این مشکل ابتدا باید موارد ناسازگاری به صورت موردی شناسایی شود. هر چند انسان مجبور نیست بار دیگر به گذشته اجدادی و زندگی در غار برگردد. اما روان‌شناسی فرگشتی محدودیت‌هایی را در ساختار زندگی و نحوه برخورد با چالش‌های جدید محیطی پیشنهاد می‌کند. برای نمونه انسان‌ها در مورد آنچه که می‌خورند و مقداری که می‌خورند، خویشتنداری نشان دهند. بسیاری از انسان‌های مدرن فاقد خویشتنداری هستند، زیرا خویشتنداری در خوردن چیزی است که در محیط اجدادی مورد نیاز نبوده‌است. زندگی باید طوری طراحی شود که تعاملات چهره به چهره مکرر وجود داشته باشد. از آنجایی که اجداد ما همیشه با رنگ سبز احاطه شده بودند، محیط کار انسان باید فضای زیادی برای حرکت فیزیکی و تعامل با طبیعت را فراهم کند.

## بررسی اجمالی
ناسازگاری فرگشتی، یا فرضیه ناسازگاری، نشان می‌دهد که ممکن است یک ویژگی در یک محیط سازگار باشد، اما زمانی که محیط تغییر می‌کند یا جاندار حرکت می‌کند، می‌تواند ناسازگار شود. به عبارت دیگر به نقل از جان توبی و لدا کاسمیدز «جمجمه‌های مدرن ما، ذهن عصر حجر را در خود جای داده‌اند.» انتخاب طبیعی موجودات زنده را با محیط‌های گذشته خود سازگار کرده‌است و توانایی پیش‌بینی آینده را ندارد. وقتی محیط تغییر می‌کند، سازگاری با محیط‌های گذشته می‌تواند در محیط کنونی نادرست باشد و ناهماهنگی ایجاد کند که تنها با فرگشت بعدی یا با اصلاح محیط فعلی قابل حل است. به دلیل سازوکار فرگشت توسط انتخاب طبیعی، محیط یا «طبیعت»، تعیین یا «انتخاب می‌کند» کدام صفات در یک جمعیت باقی می‌مانند؛ بنابراین، در اثر سازگاری بیشتر جمعیت با محیط خود، صفت‌های مضر طی چندین نسل به تدریج از بین خواهد رفت. بر اساس نظریه چارلز داروین: «این قوی‌ترین گونه نیست که زنده می‌ماند، و نه باهوش‌ترین گونه، بلکه آن گونه‌ای است که بیشترین واکنش را به تغییرات محیط دارد.»

### شرایط ایجاد
ناسازگاری فرگشتی زمانی اتفاق می‌افتد که محیط‌هایی که انسان‌های معاصر تجربه می‌کنند به‌طور قابل‌توجهی با محیط‌هایی که در بیشتر تاریخ فرگشت ما با آن مواجه شده‌اند متفاوت باشد. چنین تفاوت‌های مشخصی می‌توانند به دو صورت ایجاد شوند، اولین مورد قرار گرفتن در معرض یک محیط کاملاً جدید است. راه دومی که از طریق آن ناسازگاری فرگشتی به وجود می‌آید زمانی است که یک فرد در معرض محیط خاصی قرار می‌گیرد که از محدوده‌ای که قبلاً در دودمان او تجربه می‌شد فراتر می‌رود و منجر به تغییرات ظریف‌تری در فیزیولوژی و ساختار می‌شود.

### اثر
در مدت کوتاهی پس از یک تغییر محیطی، صفاتی که در محیط قبلی فرگشت یافته‌اند، چه مفید و چه خنثی، برای چندین نسل در محیط جدید پایدار هستند. از آنجایی که فرگشت تدریجی است و تغییرات محیطی اغلب در مقیاس زمین‌شناسی خیلی سریع اتفاق می‌افتد، در یک دوره زمانی موقت حالتی از «عدم تعادل» به وجود می‌آید که از آن به عنوان ناسازگاری یاد می‌شود. صفات ناسازگار در نهایت با یکی از چندین حالت ممکن روبرو خواهد شد: جاندار ممکن است به گونه‌ای فرگشت یابد که ویژگی ناسازگار دیگر بروز نیابد، جاندار ممکن است در نتیجه صفت نامطلوب کاهش یابد و/یا منقرض شود، یا محیط ممکن است به گونه‌ای تغییر کند که ناسازگاری از بین برود.
سازوکارهای روان‌شناختی انسان سازگاری‌هایی هستند که برای پردازش ورودی‌های محیطی فرگشت یافته و آن‌ها را به خروجی‌های رفتاری تبدیل می‌کنند که به‌طور متوسط چشم‌انداز بقا یا تولیدمثل را افزایش می‌دهند. با این حال، زمینه‌های مدرن با محیط‌هایی که با فرگشت سازوکارهای روان‌شناختی انسان وجود داشت، بسیار متفاوت است. بسیاری از ورودی‌ها اکنون از نظر کمیت و شدت متفاوت هستند یا دیگر روابط سازگارانه یکسانی ندارند، در نتیجه سازوکارهای زیادی را برای تولید خروجی ناسازگار هدایت می‌کنند.

### حوزه اثر
ایده‌های ناسازگاری پیش از این در پزشکی، بهداشت، زیست‌شناسی و اقتصاد استفاده شده‌است و به میزان کمتر بر پیامدهای آن بر روان‌شناسی و سیاست عمومی توجه شده‌است.
جورج دیگز دانشمند در زمینه زیست‌شناسی سازگان‌شناختی نوشته‌است، ناسازگاری فرگشتی اکنون به عنوان عاملی اثرگذار بر بسیاری از جنبه‌های زندگی مدرن انسان شناخته شده‌است. به عنوان مثال می‌توان به رژیم غذایی، ورزش، قرار گرفتن در معرض نور، استرس مزمن، محرومیت از خواب، فناوری الکترونیکی، سوء مصرف مواد مخدر، اثر بر بهداشت روانی، بدرفتاری با همسر، تغییرات آب و هوا، نابرابری اجتماعی، سیاست و اقتصاد اشاره کرد. این معضل همچنین پیامدهای زیادی برای سلامت عمومی دارد.

## تاریخچه
با رواج بیشتر اندیشه فرگشتی، دانشمندان مطالعه و تلاش کردند تا وجود صفات نامطلوب یا ناسازگار را توضیح دهند که اساس ناسازگاری فرگشتی را تشکیل می‌دهد. مطرح شدن نظریه ناسازگاری فرگشتی تحت عنوان تله فرگشتی در اوایل دهه ۱۹۴۰ آغاز شد. ارنست مایر، زیست‌شناس فرگشتی، در کتاب خود در سال ۱۹۴۲، «تله‌های فرگشتی» را پدیده‌ای توصیف کرد که یک جمعیت ژنتیکی یکنواخت و سازگار برای مجموعه‌ای از شرایط محیطی، مستعد انقراض ناشی از تغییرات ناگهانی محیط شود. از آن زمان، دانشمندان کلیدی مانند «وارن جی. گراس» و ادوارد ویلسون نمونه‌های متعددی از تله‌های فرگشتی را مطالعه و شناسایی کردند.
اولین نمونه به کار بردن اصطلاح «ناسازگاری فرگشتی» ممکن است در مقاله‌ای توسط «جک ای. ریگز» منتشر شده در مجله اپیدمیولوژی بالینی در سال ۱۹۹۳ باشد. در سال‌های بعد، اصطلاح ناسازگاری فرگشتی به‌طور گسترده برای توصیف ناسازگاری‌های زیستی در طیف گسترده‌ای از رشته‌ها استفاده شد. ائتلافی از دانشمندان مدرن گرد هم آمدند تا «مؤسسه فرگشت» را در سال ۲۰۰۸ تأسیس کنند و در سال ۲۰۱۱ اوج جدیدی از اطلاعات در مورد نظریه ناسازگاری فرگشتی در مقاله‌ای توسط الیزابت لوید، دیوید اسلون ویلسون و الیوت سوبر منتشر شد. در سال ۲۰۱۸ یک کتاب علمی محبوب توسط روانشناسان فرگشتی به نام ناسازگاری: چگونه مغز عصر حجر ما هر روز ما را فریب می‌دهد (و چه کاری می‌توانیم در مورد آن انجام دهیم) منتشر شد.

## نمونه‌ها در انسان
انقلاب نوسنگی تغییرهای فرگشتی قابل توجهی را در انسان ایجاد کرد؛ یعنی گذار از سبک زندگیِ شکارچی-گردآورنده که در آن انسان‌ها به دنبال غذا می‌گشتند، به سبک زندگی، کشاورزی. این تغییر تقریباً ۱۰۰۰۰ تا ۱۲۰۰۰ سال پیش رخ داده‌است. انسان‌ها اهلی کردن گیاهان و جانوران را آغاز کردند و این امکان را برای حفظ منابع غذایی ثابت فراهم کرد. این گذار به سرعت و به‌طور چشمگیری شیوه برهم‌کنش انسان با محیطش را تغییر داد. با این حال، بدن انسان به گونه‌ای فرگشت یافته بود که با شیوه زندگی پیشین خود در جستجوی غذا سازگار شود. سرعت آهسته فرگشت در مقایسه با سرعت بسیار سریع پیشرفت بشر، سبب منسوخ شدن سازگاری‌های پیشین شد و در حال حاضر سبب به وجود آمدن ویژگی‌های ناسازگاری یا ناهماهنگی با محیط شده‌است.

### پزشکی
پاسخ اساسی به این پرسش که چرا بسیاری از انسان‌ها در حال حاضر از بیماری‌های که در گذشته نادر بودند بیمار می‌شوند این است که بسیاری از ویژگی‌های بدن در محیط‌هایی که ما از آن فرگشت یافته‌ایم سازگار شده‌اند، اما در محیط‌های پیشرفته‌ای که اکنون ایجاد کرده‌ایم، ناسازگار شده‌اند. این ایده، که به عنوان «فرضیه ناسازگاری» شناخته می‌شود، هسته اصلی حوزه نوظهور پزشکی فرگشتی است که زیست‌شناسی فرگشتی را برای سلامت و بیماری به کار می‌برد.

دانیل لیبرمن دانشمند دیرین‌مردم‌شناسی
بسیاری از بیماری‌هایی که امروزه با آن‌ها روبه‌رو هستیم، همان‌هایی هستند که زیست‌شناسان فرگشتی آن را «بیماری‌های ناسازگاری» می‌نامند. این نوع بیماری‌ها به دلیل سازگاری ناکافی بدن ما با محیط‌هایی که اکنون در آن زندگی می‌کنیم رخ می‌دهند. برخی از بیماری‌های احتمالی ناسازگاری بدون بیماری‌های عفونی عبارت هستند از:نزدیک‌بینی، بواسیر، آکنه، اختلال کمبود توجه بیش‌فعالی، بیماری آلزایمر، اختلال اضطراب، توقف تنفس، آسم، سندرم تونل کارپال، یبوست مزمن، سندرم خستگی مزمن، سیروز، اختلال افسردگی عمده، دیابت نوع ۲، اختلال خوردن، آندومتریوز، فیبرومیالژیا، دندان عقل نهفته، آب‌سیاه چشم، انحراف شست، انگشتان چکشی، فشار خون بالا، بیماری سرخرگ کرونری، نقرس، کمبود ید، برخی سرطان‌ها، عدم تحمل لاکتوز، کبد چرب، ادرار سوختگی نوزادان، زخم گوارشی، سندرم متابولیک، ام‌اس، اختلال وسواسی-جبری، پوکی استخوان، درد پاشنه کف پا، صافی کف پا، پره‌اکلامپسی، سندرم روده تحریک‌پذیر، راشیتیسم، سوزش سردل، اسکوربوت، بی‌خوابی، کمردرد، بیماری کرون، پای ورزشکاران و سندرم تخمدان پلی‌کیستیک

#### چاقی و دیابت
شیوع چاقی در سراسر جهان در قرن گذشته به‌طور چشمگیری افزایش یافته‌است، به اندازه‌ای که سازمان جهانی بهداشت در سال ۱۹۹۷ به‌طور رسمی آن را یک اپیدمی جهانی اعلام کرد. در سال ۱۹۶۲، جیمز وی. نیل، ژنتیک‌شناس، اولین توضیح عمده مبتنی بر فرگشت را برای اپیدمی چاقی مدرن ارائه کرد. نیل استدلال کرد که تمایل به ابتلا به دیابت (یا چاق شدن) یک ویژگی سازگار است که با سبک زندگی مدرن ناسازگار شده‌است. فرضیه ژن صرفه‌جو او بر این فرض استوار است که در طول فرگشت انسان، انسان‌ها دائماً در معرض دوره‌های فراوانی و قحطی بوده‌اند. در طول قحطی، افرادی که ذخایر انرژی بیشتری داشتند، احتمال زنده ماندن و تولید فرزندان بیشتری داشتند. انسان‌ها در سبک زندگی شکارچی-گردآورنده بیشتر وقت خود را صرف انجام سطوح بالایی از فعالیت بدنی می‌کردند. همچنین در زمان فراوانی، کالری زیادی مصرف می‌کردند و انرژی اضافی را به عنوان چربی ذخیره می‌کردند تا بتوانند در مواقع کمبود مواد غذایی و قحطی از این چربی انباشته‌شده در بدن استفاده کنند.
انسان فرگشت یافته‌است تا هوس خوردن غذاهای شیرین کند اما تا همین اواخر، تقریباً تنها غذایی که شیرین بود، عسل بود - عسل تقریباً تنها شکل دسر در پارینه‌سنگی بود. اما اکنون ما به مقادیر فراوانی قند و کربوهیدرات‌های ساده دسترسی داریم که به دلیل پرانرژی بودن آن‌ها را دوست داریم، اما توانایی سوخت‌وساز همه آن را نداریم. ما بدنی نداریم که بتواند با این نوع سطوح قند کنار بیاید و نتیجه این است که بیمار می‌شویم. سبک زندگی انسان‌های مدرن کم‌تحرکی است ولی غذا به آسانی در دسترس است. مردم در طول روز بیشتر می‌نشینند. فعالیت بدنی کمتر به‌طور کلی به معنای کالری کمتر سوزانده‌شده در طول روز است. رژیم غذایی انسان در طول ۱۰۰۰۰ سال پس از ظهور کشاورزی به‌طور قابل توجهی تغییر کرده‌است، با غذاهای فرآوری‌شده بیشتری در رژیم غذایی آنها وارد شده‌است که بدون ارزش غذایی بوده و سبب مصرف بیشتر سدیم، قند و چربی می‌شود. این غذاهای پرکالری و بدون مواد مغذی باعث می‌شود تا افراد بیشتر از آنچه که می‌سوزانند، کالری مصرف کنند. مصرف فست فود همراه با کاهش فعالیت بدنی به این معنی است که ژن صرفه‌جو که زمانی برای پیشینیان بشر مفید بود، اکنون علیه انسان کار می‌کند و سبب می‌شود تا بدن چربی بیشتری ذخیره کند و سبب سطوح بالاتر چاقی در جمعیت می‌شود. چاقی یکی از پیامدهای ناسازگاری ژن‌هاست. این بیماری که به عنوان سندرم متابولیک شناخته می‌شود، با دیگر نگرانی‌های سلامتی از جمله، مقاومت به انسولین نیز همراه است که در آن بدن دیگر به ترشح انسولین پاسخ نمی‌دهد، بنابراین سطح گلوکز خون نمی‌تواند کاهش یابد، که می‌تواند سبب دیابت نوع ۲ شود. بازگشت به سبک زندگی سنتی شکارچی-گردآورنده نیاکان ما عملی نیست. با این حال، می‌توان کالری‌ها را محدود کرد و ورزش را برای تقلید بیشتر از سبک‌های زندگی سنتی افزایش داد.

#### پوکی استخوان
یکی دیگر از اختلال‌های انسانی که با نظریه ناسازگاری قابل توضیح است، افزایش پوکی استخوان در انسان مدرن و در جوامع پیشرفته است. بسیاری از مردم، به‌ویژه زنان، به‌طور قابل توجهی در معرض پوکی استخوان در دوران پیری هستند. شواهد فسیلی نشان می‌دهد که همیشه این‌طور نبوده‌است، استخوان‌های زنانِ شکارچی-گردآورنده مسن اغلب شواهدی از پوکی استخوان نشان نمی‌دهند. زیست‌شناسان فرگشتی اظهار کرده‌اند که افزایش پوکی استخوان در جمعیت‌های مدرن غربی احتمالاً به دلیل سبک زندگی بسیار کم‌تحرک ایشان است. زنان در جوامع شکارچی هم از سنین جوانی و هم تا اواخر زندگی خود از نظر جسمی فعال بودند. این فعالیت بدنی ثابت احتمالاً سبب می‌شد که تراکم توده استخوانی در انسان‌های شکارچی-گردآورنده به‌طور قابل توجهی بیشتر از انسان‌های امروزی باشد.

#### سرطان
سرطان نوعی انتخاب طبیعی است که در بدن اتفاق می‌افتد، زیرا سلول‌های سرطانی سلول‌هایی هستند که یک سری جهش‌هایی را به دست آورده‌اند. معمولاً بیش از یک جهش است که آنها را قادر می‌سازد تا اساساً با دیگر سلول‌ها رقابت کنند؛ بنابراین، این پدیده نوعی انتخاب طبیعی در بدن است و سلول‌های سرطانی اساساً تسلط بر سلول‌ها و دیگر اندام‌ها را آغاز می‌کنند و مواد مغذی آن‌ها را می‌گیرند، که ممکن است سبب مرگ انسان در اثر سرطان شوند. به یک معنا، اگر حیات جانداران چندسلولی فرگشت پیدا نمی‌کرد و اگر انتخاب طبیعی رخ نمی‌داد، بیماری سرطان به وجود نمی‌آمد.

#### اضطراب
نظریه ناسازگاری زمانی است که مغز در محیط فعلی فرگشت نیافته‌است، بنابراین دارای ویژگی‌های کهنی است، درحالی‌که این ویژگی‌ها دیگر برای بقای انسان مفید نیستند. ایجاد واکنش‌هایی مانند اضطراب برای حل مشکلات کوتاه‌مدت از این جمله است. به عنوان مثال، ترس از تعقیب یک جانور درنده، سبب ایجاد اضطراب و فرار انسان می‌شد و در نتیجه انسان شکارچی با دویدن و با افزایش فاصله از خطر، بلافاصله ایمنی خود را تضمین می‌کرد. با این حال، پیشرفت جامعه خطر عوامل بیرونی مانند آنچه شکارچیان با آن روبرو بودند مانند کمبود غذا، سرپناه، و غیره را کاهش داده‌است. در مجموع، ویژگی‌هایی انسانی مانند اضطراب کهنه و غیرمفید شده‌اند، زیرا پیشرفت جامعه به انسان‌ها اجازه می‌دهد تا دیگر در معرض تهدید دائمی نباشند و در عوض نگران آینده باشند.

#### استرس
هورمونی که هنگام فشار روانی یا استرس تولید می‌شود، کورتیزول نام دارد. کورتیزول قند را در جریان خون آزاد می‌کند، بنابراین انسان هوشیارتر می‌شود و می‌تواند با هر موقعیت خطرناکی مقابله کند اما عوارضی هم دارد. کورتیزول سبب می‌شود که بخواهیم انرژی بیشتری برای مقابله با استرس وارد بدن کنیم؛ بنابراین تمایلات اولیه برای خوردن غذاهای پرکالری را فعال می‌کند. به‌طور معمول، زمانی که ما استرس داریم، محرکی که سبب استرس می‌شود باید کوتاه‌مدت باشد. این چیزی است که فرگشت پیش‌بینی کرده‌است. اما برخلاف دوران پارینه‌سنگی بسیاری از استرس‌هایی که امروزه انسان با آن مواجه است ناشی از شرایط اجتماعی است. شغل، رفت‌وآمدها، نداشتن پول کافی و بسیاری از موضوع‌های دیگر سبب ایجاد سطوح مزمن استرس می‌شود و هنگامی که استرس مزمن شود، در به وجود آمدن انواع بیماری‌های ناسازگاری کمک می‌کند، انسان را افسرده و مضطرب کرده و سبب اضافه وزن می‌شود.

#### افسردگی پس از زایمان
تقریباً ۱۳٪ از زنان در سراسر جهان علائم افسردگی را در سه ماه اول پس از زایمان تجربه می‌کنند. شواهد حاصل از مطالعات بین‌فرهنگی، اپیدمیولوژی و تجربی ارتباط بین افسردگی پس از زایمان و الگوهای مدرن از شیر گرفتن زودهنگام، رژیم‌های غذایی بدون اسیدهای چرب ضروری، سطوح پایین فعالیت بدنی، سطوح پایین قرار گرفتن در معرض نور خورشید، و انزوا از شبکه‌های حمایت از خویشاوندان را نشان می‌دهد. همه اینها نشان‌دهنده کج‌روی‌های قابل توجهی از نوع سبک زندگی است که گمان می‌رود در طول تاریخ فرگشت بشر معمول بوده‌است.

#### نزدیک‌بینی
نزدیک‌بینی با کشیدگی محوری کره چشم مشخص می‌شود که سبب می‌شود تا تصویر اجسام دور، جلوی شبکیه بیفتد، به طوری که نمی‌توان آن را در کانون توجه قرار داد. افراد مبتلا به نزدیک‌بینی تاری دید از راه دور را تجربه می‌کنند. ناسازگاری فرگشتی دلیلی است که معمولاً در زمینه افزایش نرخ نزدیک‌بینی پیشنهاد می‌شود. سه جنبه مختلف نظریه ناسازگاری عبارتند از: اول، افزایش سریع استفاده از وسایل الکترونیک و ناگزیر شدن کار در دید نزدیک که بر شیوع نزدیک‌بینی در دنیای مدرن تأثیر گذاشته‌است. دوم، افزایش نزدیک‌بینی با افزایش قد بدن مرتبط است. امروزه افزایش قد انسان از طریق بهبود دسترسی به غذای پرکالری است دیده می‌شود. در این فرضیه، «افزایش قد» سبب تغییرهای غیرسازگاری در طول چشم شده و نزدیک‌بینی را ایجاد می‌کند. در نهایت، نزدیک‌بینی برای ارتباط با افزایش زمان صرف‌شده در داخل خانه در جوامع صنعتی پیشنهاد شده‌است. برخی شواهد نشان می‌دهد که کودکانی که زمان بیشتری را در خارج از منزل می‌گذرانند، صرف نظر از میزان کار با فاصله نزدیک، کمتر احتمال دارد که نزدیک‌بین شوند. طبق این نظریه، آزادسازی دوپامین با نور تحریک می‌شود و افزایش دوپامین می‌تواند از کشیدگی محوری کره چشم جلوگیری کند.

### بهداشت
فرضیه بهداشت، مفهومی که ابتدا توسط ایمنی‌شناسان و همه‌گیرشناسان مطرح شد، از طریق پژوهش‌های سال‌های اخیر ثابت کرده‌است که ارتباطی قوی با ناسازگاری فرگشتی وجود دارد. فرضیه بهداشت بیان می‌کند که افزایش شدید آلرژی‌ها، بیماری‌های خودایمنی و برخی دیگر از بیماری‌های التهابی مزمن به کاهش مواجهه دستگاه ایمنی با آنتی‌ژن‌های مربوط می‌شود. این کاهش مواجهه در کشورهای صنعتی و به‌ویژه مناطق شهری که بیماری‌های مزمن التهابی نیز بیشتر دیده می‌شود، رایج‌تر است.تجزیه و تحلیل و مطالعات اخیر فرضیه بهداشت و ناسازگاری فرگشتی را با هم گره زده‌است. برخی از پژوهشگران پیشنهاد می‌کنند که محیط شهری بیش از حد استریل‌شده، ترکیب و تنوع میکروبیوم‌ها (میکروارگانیسم‌ها) را تغییر داده یا کاهش می‌دهد. چنین شرایط محیطی به نفع توسعه بیماری‌های مزمن التهابی است، زیرا بدن انسان برای سازگاری با یک محیط غنی از بیماری‌زا در تاریخ فرگشت انتخاب شده‌است. برای مثال، مطالعات نشان داده‌اند که تغییر در جامعه همزیست ما می‌تواند سبب اختلال ایمنی خون‌ایستی شود که می‌تواند برای توضیح اینکه چرا مصرف آنتی‌بیوتیک در اوایل دوران کودکی می‌تواند سبب افزایش خطر ابتلا به آسم شود، استفاده شود. انسان‌ها در محیط‌های غنی از تنوع زیستی فرگشت یافته‌اند، از جمله کرم‌های انگلی که برای تنظیم سیستم ایمنی بدن ما فرگشت یافته‌اند. پزشکی و بهداشت مدرن تا حد زیادی این کرم‌ها را از محیط‌های صنعتی ریشه‌کن کرده و نبود آنها اکنون در مجموعه‌ای از شرایط بیش‌التهابی، از جمله ام‌اس و سندرم روده تحریک‌پذیر دخیل است. ایمنی ما نیز برای مقابله با همه آن میکروب‌ها در دنیای بیرون تکامل یافته‌است. ما اکنون محیط‌هایی را ایجاد کرده‌ایم که بسیار استریل و بسیار تمیز هستند. ما پاتوژن‌های بسیار کمی داریم که باید با آنها مقابله کنیم. و اگر آنها را دریافت کنیم، آنها را با آنتی‌بیوتیک نابود می‌کنیم. با انجام این کار، ما اکنون بر شیوه عملکرد سیستم ایمنی خود تأثیر می‌گذاریم. سیستم ایمنی ما فعال و آماده و منتظر است تا به همه آن میکروب‌ها و کرم‌هایی که در گذشته ما را بیمار می‌کردند حمله کند، اما اکنون آن عوامل بیماری‌زا غایب هستند، بنابراین گاهی به‌طور تصادفی اهداف اشتباهی را پیدا می‌کند؛ بنابراین این فرضیه برای اینکه چرا بسیاری از آلرژی‌ها و بیماری‌های خودایمنی در حال افزایش هستند، این است که سیستم ایمنی بدن ما اساساً به درستی استفاده نمی‌شود و در نتیجه آنها به خودمان حمله می‌کنند.

### رفتار
نمونه‌های رفتاری نظریه ناسازگاری فرگشتی شامل سوءاستفاده از مسیرهای دوپامینرژیک و سامانه پاداش مغز است. عمل یا رفتاری که ترشح دوپامین را تحریک می‌کند، یک انتقال‌دهنده عصبی که به‌خاطر ایجاد حس لذت شناخته می‌شود، احتمالاً تکرار خواهد شد زیرا مغز برنامه‌ریزی شده‌است تا دائماً به دنبال چنین لذتی باشد. در جوامع شکارچی-گردآورنده، این سیستم پاداش برای بقا و موفقیت باروری مفید بود. اما اکنون که چالش‌های کمتری برای بقا و تولیدمثل وجود دارد، فعالیت‌های خاصی در محیط کنونی (قمار، مصرف مواد مخدر، خوردن) از این سیستم سوءاستفاده می‌کنند و سبب رفتارهای اعتیادآور می‌شوند.

#### قمار
دو جنبه از قمار وجود دارد که آن را به یک فعالیت اعتیادآور تبدیل می‌کند: «شانس» و «خطر». شانس به قمار تازگی خود را می‌دهد. زمانی که انسان‌ها مجبور بودند به دنبال علوفه و شکار غذا بگردند، جستجوی تازگی به‌ویژه برای رژیم غذایی آنها سودمند بود. با این حال، با توسعه قمارخانه‌ها، این ویژگی دنبال کردن چیزهای جدید زیان‌آور شده‌است. ارزیابی ریسک، دیگر ویژگی رفتاری قابل استفاده در قمار، برای شکارچیان در مواجهه با خطر نیز مفید بود. با این حال، انواع خطرهایی که شکارچیان-گردآورنده باید ارزیابی کنند، به‌طور قابل توجهی متفاوت و تهدیدکننده‌تر از خطرهایی است که مردم اکنون با آن مواجه هستند. جذابیت قمار ناشی از جذب ریسک و فعالیت مرتبط با پاداش است.

#### اعتیاد به مواد مخدر
جانوران گیاه‌خوار، فشار فرگشتی برای گیاهان ایجاد کرده‌اند تا مولکول‌های خاصی مانند نیکوتین، مرفین و کوکائین را که مانع از مصرف و خورده شدن گیاه می‌شوند، داشته باشند. با این حال، داروهای گیاهی اثرات تقویت‌کننده و پاداش‌دهنده‌ای بر سیستم عصبی انسان دارند که نشان‌دهنده «پارادوکس پاداش دارویی» در انسان است.ناسازگاری فرگشتی رفتاری انسان، تناقض بین فرگشت گیاهان و مصرف مواد مخدر انسان را توضیح می‌دهد. در ۱۰۰۰۰ سال گذشته، انسان‌ها، سیستم دوپامینرژیک یا سیستم پاداش را پیدا کردند که به‌ویژه در بهینه‌سازی توانایی زیستی داروینی مفید بوده‌است.در حالی که مصرف مواد مخدر یک ویژگی مشترک جمعیت‌های انسانی گذشته بوده‌است، استفاده از مواد مخدر شامل مواد قوی و روش‌های مختلف مصرف، یک ویژگی نسبتاً معاصر جامعه است. اجداد انسان در محیطی زندگی می‌کردند که بدون مصرف مواد مخدر این‌گونه بود، بنابراین سیستم پاداش در درجه اول برای به حداکثر رساندن بقا و موفقیت باروری استفاده می‌شد. در مقابل، انسان‌های امروزی در دنیایی زندگی می‌کنند که ماهیت فعلی مواد مخدر، سیستم پاداش را ناسازگار می‌کند. این دسته از داروها به‌طور کاذب سبب ایجاد توانایی زیستی در سیستم پاداش می‌شود و افراد را آماده اعتیاد به مواد مخدر می‌کند.

#### روابط جنسی
مارک ون وگت استاد روان‌شناسی اجتماعی دانشگاه آمستردام در کتاب ناسازگاری: چگونه مغز عصر حجر ما هر روز ما را فریب می‌دهد (و چه کاری می‌توانیم دربارهٔ آن انجام دهیم)، می‌نویسد که، در یک محیط مدرن، مردم آن‌قدر در معرض شرکای جنسی جایگزین زیادی قرار می‌گیرند - اعم از واقعی یا خیالی (از طریق اینترنت) - که حفظ یک رابطه عاشقانه متعهدانه طولانی‌مدت برایشان سخت می‌شود. آزمایش‌های روان‌شناختی نشان می‌دهد که وقتی افراد در معرض ده‌ها چهره از شریک‌های جذاب جنس مخالف قرار می‌گیرند، ارزش کمتری برای شریک رابطه خود قائل هستند.
دونالد سیمونز (۱۹۷۹)، در کتاب سیر فرگشت جنسی انسان از پورنوگرافی، بانک‌های اسپرم، آزادی از تأثیر والدین، و گزینه‌های جنسی بالقوه بی‌پایان برای همسران، به عنوان ویژگی‌های ناهماهنگ محیط‌های مدرن نام برده‌است.

### پورنوگرافی
بر اساس یک نظرسنجی که توسط روان‌شناس اجتماعی، پیتر جوناستون و ولاد بورتاورده از دانشگاه بخارست انجام گرفته‌است، ۸۸ درصد از کسانی که پورن نگاه می‌کنند، دلیل آن را پشتیبانی صوتی و تصویری در طول خودارضایی عنوان کرده‌اند. از نظر فرگشتی، مصرف پورنوگرافی بازتابی از جهت‌گیری جفت‌گیری کوتاه‌مدت است. ویژگی اصلی جفت‌گیری کوتاه‌مدت میل و درگیر شدن در رابطه جنسی معمولی است. انسان‌های اجدادی از داشتن رابطه جنسی معمولی سود می‌بردند؛ مثلاً موفقیت باروری آنها را تسهیل می‌کرد. امروزه بیشتر محتوای فیلم‌های پورنوگرافی شامل اعمال و صحنه‌های جنسی است که حالت‌ها و احساسات روان‌شناختی را القا می‌کند که مشابه آن‌هایی است که در طول رابطه جنسی و مقاربت جنسی ایجاد می‌شود. با این حال، تماشای پورنوگرافی به خودی خود نمی‌تواند سبب موفقیت باروری شود.

#### باروری کم
نظریه تاریخ زندگی که توضیح می‌دهد که چگونه همه موجودات به فرگشت رسیده‌اند، زمان و انرژی خود را بر اساس شرایط مختلف محیطی صرف می‌کنند. زمانی که شرایط برای تولیدمثل مساعدتر است (به عنوان مثال، تراکم جمعیت کم، منابع فراوان)، موجودات زنده انرژی بیشتر در فعالیت‌های تولیدمثلی (مانند جفت‌یابی، جفت‌گیری) مصرف خواهند کرد. زمانی که شرایط برای حمایت از تولیدمثل نامطلوب است (به عنوان مثال، تراکم جمعیت زیاد و رقابت اجتماعی زیاد، منابع محدود)، بسیاری موجودات انرژی مصرفی خود را از جفت‌گیری دور می‌کنند و بیشتر به سوی سرمایه‌گذاری روی رشد و منابع خود معطوف می‌شود تا زمانی که شرایط بهبود یابد اما در دنیای مدرن شرایطی مانند رقابت اجتماعی فقط در حال شدید شدن است و به نظر نمی‌رسد که کاهش یابد. بدین ترتیب، سازوکارهای باستانی زمان‌بندی تولیدمثل مردم همچنان آنها را متمایل به کند کردن بیشتر و به تأخیر انداختن تولیدمثل می‌کند، حتی اگر، اکثر افرادی که تولیدمثل را به تعویق می‌اندازند، توانایی داشتن بچه را در حال حاضر داشته باشند.

### محل کار
نمونه‌هایی از ناسازگاری فرگشتی نیز در محل کار مدرن رخ می‌دهد. بیش از ۹۹ درصد از فرگشت انسان در جوامع کوچک در مقیاس کوچک، گروه‌های شکارچی-گردآورنده ۵۰ تا ۱۵۰ نفری که در گرم‌دشت به دنبال غذا و امنیت پرسه می‌زدند، اتفاق افتاد. اینها جوامعی بدون رئیس، اهداف تولید و برنامه‌های بازنشستگی بودند. هیچ جدایی دقیقی بین کار و زندگی خصوصی وجود نداشت. تنها از زمان انقلاب کشاورزی، یعنی ۱ درصد آخر فرگشت بشر، جوامع بشری از نظر مقیاس و پیچیدگی رشد کردند. در جوامع کوچک، اعتماد و همکاری بر اساس تعاملات مکرر چهره به چهره ایجاد می‌شوند. با این حال، در دنیای مدرن این تعاملات به‌طور فزاینده ای وجود ندارد زیرا ترتیبات محل کار از راه دور به یک هنجار تبدیل شده‌است. جوامع در مقیاس کوچک هیچ رهبر رسمی ندارند و اختلاف موقعیت و قدرت بین افراد بسیار کم بود. با این حال، سازمان‌های مدرن، مدیران عاملی و مدیران میانی دارند که اصولاً می‌توانند تمام جنبه‌های زندگی کاری شما را کنترل کنند. نتیجه استرس شغلی، بیگانگی شغلی و احتمال فساد و سوء استفاده از قدرت است. اینها استرس‌هایی هستند که سیستم ایمنی بدن ما با آنها سازگار نیست.

### روان‌شناسی فرهنگی فرگشتی
جوزف هنریش استاد زیست‌شناسی فرگشت انسان در دانشگاه هاروارد، در کتاب عجیب‌ترین مردم جهان: چگونه غرب از نظر روان‌شناختی مرفه شد نوع جدیدی از ناسازگاری فرگشتی را شناسایی کرده‌است: «روان‌شناسی فرهنگی-فرگشتی»، که ناسازگاری بین آداب و رسوم و دانش فرهنگی در جوامع گوناگون و در زمان حال است. به‌طور خلاصه، هنریش عقیده دارد که «نمی‌توانیم فرض کنیم نهادهایی که در جهان غرب کار می‌کنند را برداشت و در جاهای دیگر به کار برد - به‌ویژه در مناطقی که پیوندهای خویشاوندی همچنان قوی است.» هنریش می‌افزاید که این رویکرد به ما کمک می‌کند تا بفهمیم چرا «توسعه» (یعنی پذیرش نهادهای مدرن) در برخی نقاط جهان کندتر و دردناک‌تر از دیگر نقاط جهان بوده‌است… افزایش مشارکت در این نهادهای غیرشخصی اغلب به این معناست که شبکه‌های روابط اجتماعی که زمانی که مردم در آن محصور، مقید و محافظت می‌شدند، به‌تدریج زیر اسید شهرنشینی، بازارهای جهانی، شبکه‌های ایمنی سکولار و مفاهیم فردگرایانه حل می‌شوند. علاوه بر نابسامانی اقتصادی، مردم با از دست دادن معنایی مواجه می‌شوند که از پیوندی در شبکه گسترده‌ای از ارتباطات رابطه‌ای خویشاوندی به دست می‌آمد.

### سیاست
در شرایط نیاکان، هیچ سیاست گسترده‌ای وجود نداشت. سیاست‌های درون‌قبیله‌ای در درون طایفه‌ها وجود داشت (معمولاً از حدود ۱۰۰ تا ۱۵۰ خویشاوند و افراد با روابط دیرینه با خود تشکیل می‌شد و سیاست‌هایی وجود داشت که با گروه‌های برون‌گروه یا قبیله‌های رقیب مرتبط بودند. اما چیزی مربوط به سیاست ملی یا بین‌المللی وجود نداشت. سیاست در مقیاس کلان، محصول دنیای مدرن و ناسازگار فرگشتی ما است.

## نمونه‌های غیرانسانی
ناسازگاری فرگشتی می‌تواند هر زمانی رخ دهد که یک موجود زنده در معرض محیطی قرار گیرد که با محیط معمولی که جاندار با آن سازگار شده شباهت نداشته باشد. به دلیل تأثیرات انسانی، مانند گرم شدن کره زمین و تخریب زیستگاه، محیط برای بسیاری از موجودات بسیار سریع در حال تغییر است که سبب موارد متعدد ناسازگاری فرگشتی می‌شود؛ بنابراین سناریوهایی را ایجاد می‌کنند که در آن مشاهده ناسازگاری فرگشتی آسان‌تر است.

### نمونه‌هایی با اثر انسانی
جنگل‌زدایی زیستگاه بسیاری از گونه‌ها را چنان عمیق تغییر داده‌است که دیگر توانایی رشد یا حتی زنده ماندن در این محیط‌های تغییر یافته را ندارند. برای نمونه گزارش‌های کاهش جمعیت اورانگوتان‌های بورنئو نتیجه دخالت انسان است که زیستگاه چنین گونه‌هایی را از بین می‌برد.

#### لاک‌پشت‌های دریایی و آلودگی نوری

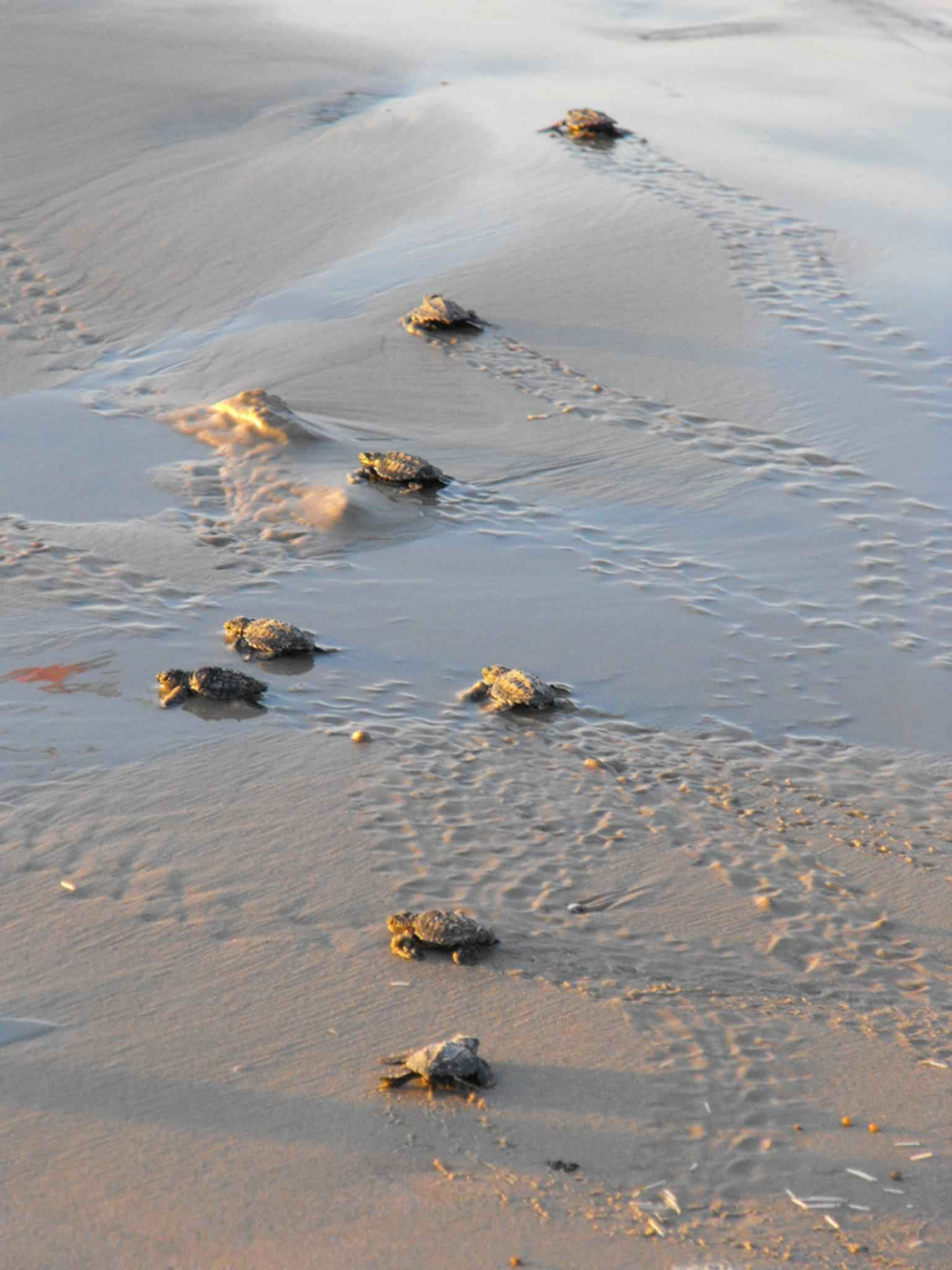
لاک‌پشت‌های دریایی باید راه خود را به دریا بازیابند. آنها به سوی نور حرکت می‌کنند زیرا به‌طور طبیعی سطح دریا به‌طور قابل اعتمادی نور بیشتری را نسبت به سطح خاکی داخل جزیره باز می‌تاباند.

لاک‌پشت‌های دریایی ماده با حفر گودال در ساحل، معمولاً بین خط جزر و مد و تپه‌های شنی، با استفاده از باله‌های عقب خود، لانه‌هایی برای تخم‌گذاری می‌سازند. در نتیجه، در هفت روز اول بیرون آمدن لاک‌پشت از تخم، لاک‌پشت‌های دریایی باید از لانه به اقیانوس سفر کنند. این سفر عمدتاً در شب انجام می‌شود تا از برخورد با شکارچیان و گرمای بیش از حد جلوگیری شود. لاک‌پشت‌های تازه متولدشده برای جهت‌گیری خود به سوی اقیانوس، به چشمان خود وابسته هستند تا به سوی روشن‌ترین جهت بچرخند. این موضوع به این دلیل است که افق باز اقیانوس، که توسط نور آسمانی روشن می‌شود، در یک ساحل طبیعی بکر (توسعه‌نیافته) بسیار روشن‌تر از تپه‌های شنی و پوشش گیاهی است. اما در سواحل توسعه‌یافته، نورهای مصنوعی شدید ساختمان‌ها، خانه‌های نورانی و حتی آتش‌سوزی‌های متروکه بر لاک‌پشت‌های دریایی چیره می‌شوند و سبب می‌شوند تا لاک‌پشت‌ها به جای اقیانوس به سوی نور مصنوعی حرکت کنند. دانشمندان به این موضوع، «جهت‌گیری نادرست» می‌گویند. لاک‌پشت‌های دریایی نیز می‌توانند دچار سردرگمی شوند و در همان مکان دور خود حلقه بزنند. موارد متعددی نشان می‌دهد که لاک‌پشت‌های دریایی‌ای که دچار جهت‌گیری نادرست شده‌اند، یا به دلیل کم‌آبی می‌میرند و توسط شکارچیان مصرف می‌شوند، یا حتی در آتشی رهاشده می‌سوزند. تأثیر مستقیم اندازه‌گیری آلودگی نوری بر تعداد لاک پشت‌های دریایی بسیار دشوار است. با این حال، این مشکل در حال تشدید شدن است، زیرا همه گونه‌های لاک‌پشت‌های دریایی در خطر انقراض هستند. دیگر جانوران، از جمله پرندگان مهاجر و حشرات نیز قربانی آلودگی نوری هستند، زیرا آنها نیز برای جهت‌یابی صحیح خود به شدت به نور در شب وابسته هستند.

#### پرنده دودو و شکار

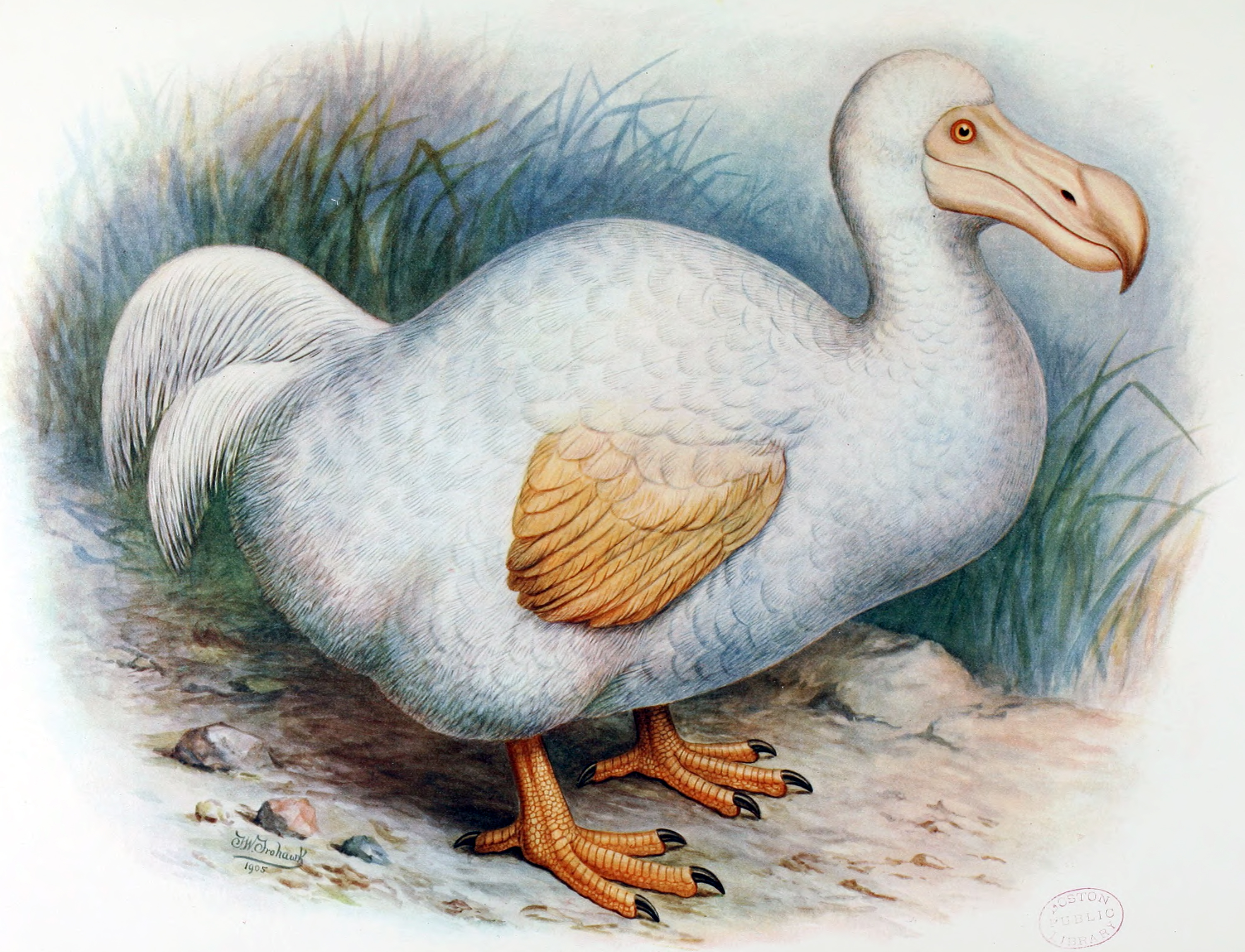
پرندگان دودو به دلیل شکار کاملاً منقرض شدند.

پرنده دودو در جزیره‌ای دورافتاده موریس، در غیاب شکارچیان زندگی می‌کرد. در اینجا، دودو فرگشت یافته بود تا غریزه خود را برای ترس و توانایی پرواز از دست بدهد. این به آنها اجازه می‌داد که به راحتی توسط ملوانان هلندی که در اواخر قرن شانزدهم وارد جزیره شدند، شکار شوند. دریانوردان هلندی همچنین جانوران خارجی مانند میمون و خوک‌هایی را که از تخم‌های پرنده دودو می‌خوردند، به جزیره آوردند تا برای رشد جمعیت پرنده که زادوولد آهسته‌ای داشت زیان‌بار بود.
تا زمانی ناتوانی دودو در پرواز برای پرنده سودمند بود زیرا انرژی را حفظ می‌کرد. دودو انرژی بیشتری نسبت به پرندگان با توانایی پرواز حفظ کرد، زیرا ماهیچه‌های سینه‌ای دودو کوچک‌تر از پرندگان دیگر است. اندازه‌های کوچک‌تر ماهیچه‌ها با نرخ پایین‌تر سوخت‌وساز مرتبط است که به نوبه خود انرژی را برای دودو ذخیره می‌کرد. نداشتن غریزه ترس سازوکار دیگری بود تا از طریق آن دودو انرژی خود را حفظ کرد، زیرا هرگز مجبور به صرف انرژی برای پاسخ به استرس نبود. هر دو سازوکار بقای انرژی زمانی سودمند بودند، زیرا دودو توانایی آن را داشت تا فعالیت‌هایی را با حداقل هزینه انرژی انجام دهد. با این حال، هنگامی که جزیره آنها مورد تهاجم قرار گرفت، اینها زیان‌بار بودند و آنها را در برابر خطرهای جدیدی که انسان‌ها به ارمغان آوردند بی‌دفاع کرد. بی‌باکی‌شان آنها را به هدف‌های آسان تبدیل کرد و ناتوانی آنها در پرواز فرصتی برای فرار از خطر به آنها نداد؛ بنابراین، آنها به راحتی در عرض یک سده پس از کشف‌شان به سوی انقراض سوق داده شدند.

#### شب‌پره‌های فلفلی در دوران انقلاب صنعتی انگلیس

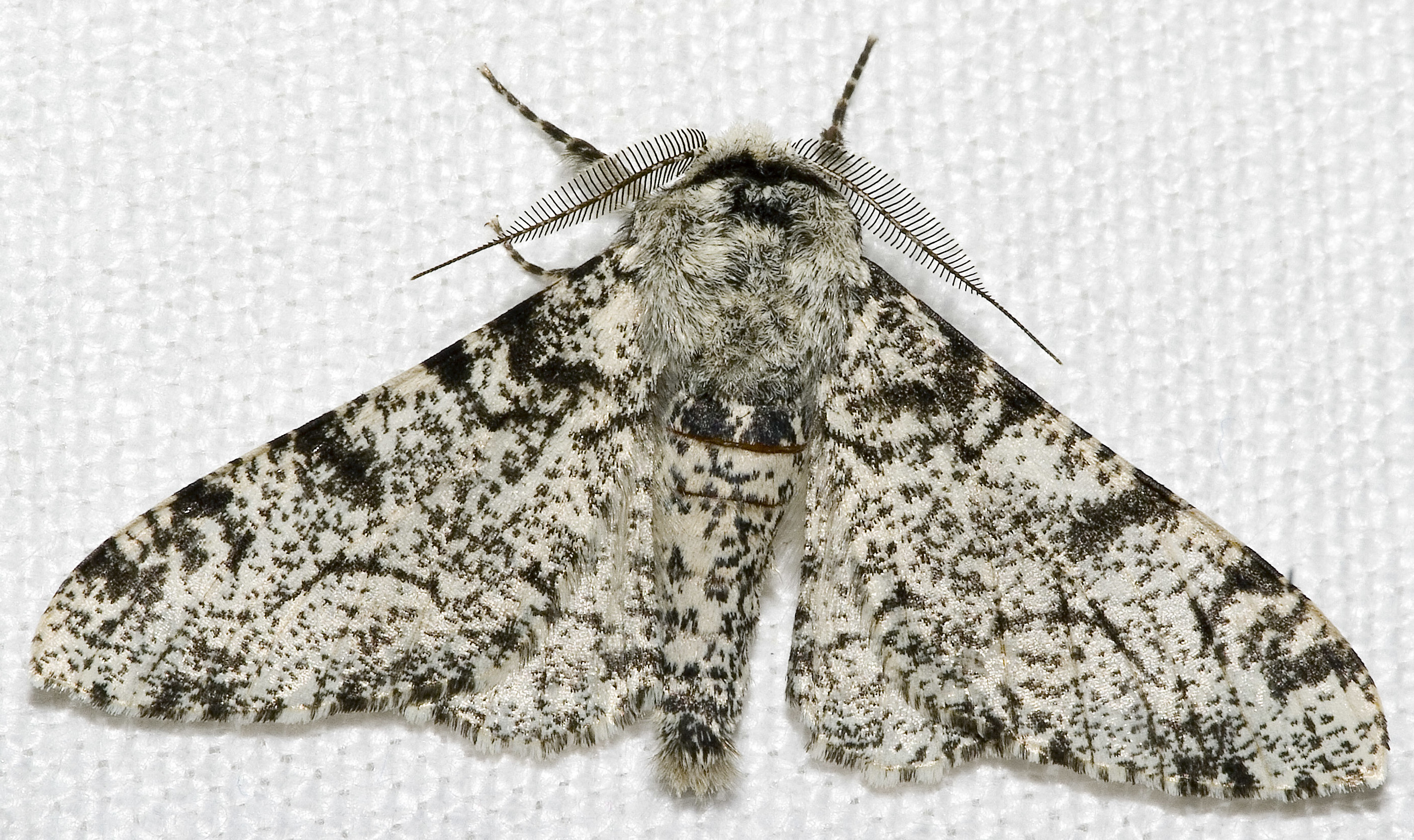
«تایپیکا»، پروانه فلفلی سفید بدن.

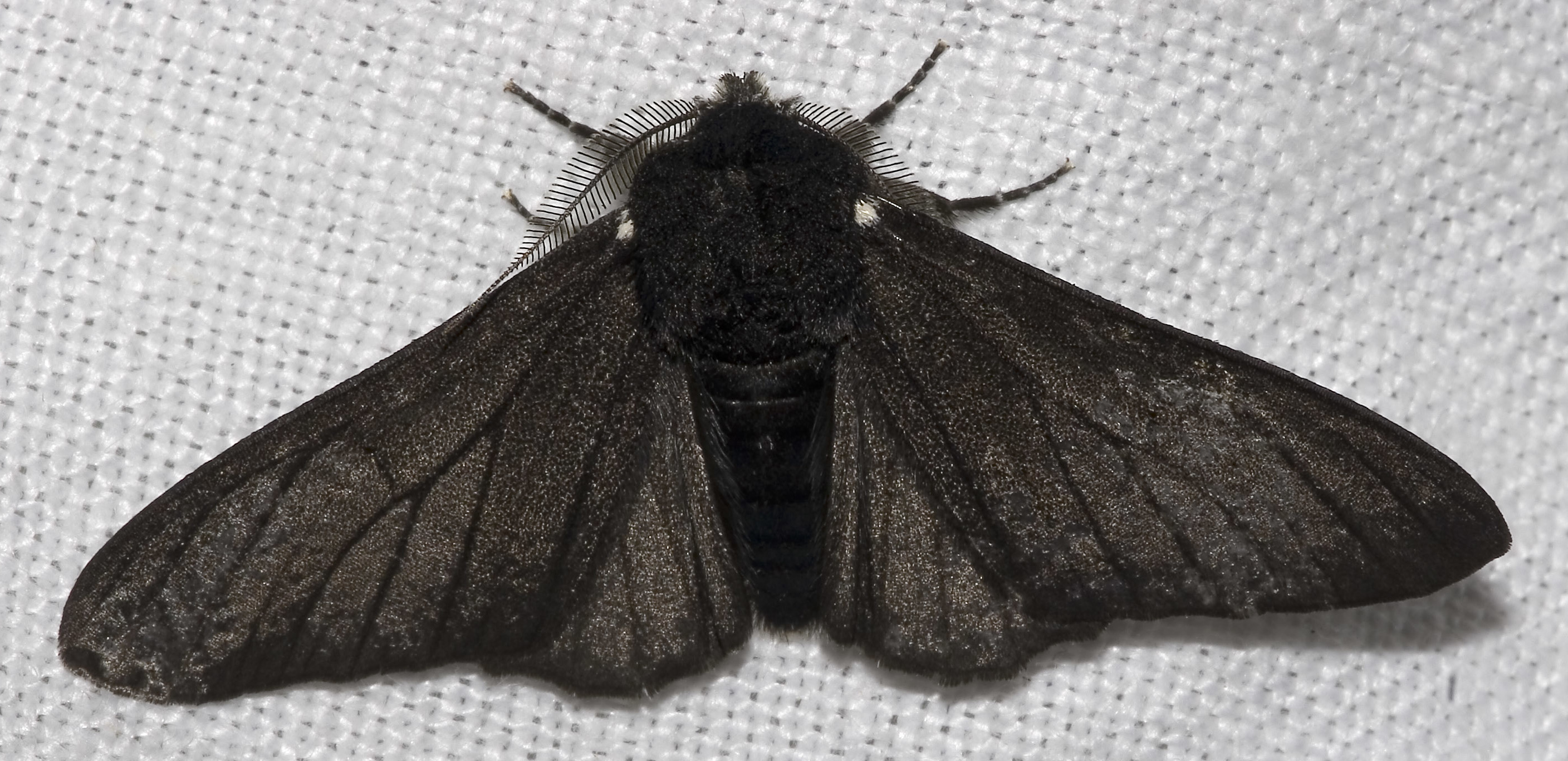
«کربوناریا»، پروانه فلفلی سیاه بدن.

پیش از انقلاب صنعتی انگلیس در اواخر سده ۱۸ و اوایل سده ۱۹، بیشتر افراد در جمعیت‌های شب‌پره فلفلی دارای بال‌های طرح‌داری بودند که به‌طور مؤثری آن‌ها را در برابر درختان و گلسنگ‌های رنگارنگی که روی آن‌ها قرار داشتند، استتار می‌کرد. با این حال، در طول انقلاب صنعتی سطوح بالایی از آلودگی هوا ایجاد شد و بسیاری از گلسنگ‌ها از بین رفتند و درختانی که پروانه‌های فلفلی روی آن‌ها قرار می‌گرفتند توسط دوده سیاه شدند و این تغییر سبب شد که بیشتر جمعیت زیرگونه اصلی شب‌پره‌های فلفلی با رنگ روشن یا «تایپیکا» بمیرند. در همان زمان، زیرگونه دیگری از شب‌پره‌های فلفلی با رنگ تیره، یا «کربوناریا» رشد کردند، زیرا می‌توانستند روی درختان تیره پنهان شوند. کرم پیله‌ساز شب‌پره فلفلی نه‌تنها شکل، بلکه رنگ یک شاخه را نیز تقلید می‌کنند. تحقیقات اخیر نشان می‌دهد که کرم‌ها می‌توانند رنگ شاخه را با پوست خود حس کنند و رنگ بدن خود را با پس‌زمینه سازگار سازند تا از خود در برابر شکارچیان محافظت کنند.
در اواخر دهه ۱۹۰۰، انگلیسی‌ها تلاش‌هایی برای کاهش آلودگی هوا انجام دادند و سبب شد تا درختان به رنگ طبیعی روشن‌تر خود برگردند. این تغییر رنگ سبب شد تا برای برخی از گونه‌ها، فنوتیپ رنگ تیره از حالت سودمند به زیان‌بار تبدیل شود. این بار، شب‌پره‌های تیره توانایی سازگاری کافی با محیط در حال تغییر را نداشتند و بنابراین فنوتیپ «کربوناریا» ناهماهنگ شد. بازگشت درختان به رنگ طبیعی سبب شده بود تا فنوتیپ زیرگونه اصلی دوباره سودمند شود، زیرا به پروانه فلفلی اجازه می‌داد تا از دید شکارچیان پنهان شود. این امر سبب ابداع اصطلاح ملانیسم صنعتی برای اشاره به تیره‌شدن ژنتیکی گونه‌ها در پاسخ به آلاینده‌ها شده‌است. در نتیجه شرایط نسبتاً ساده و قابل درک سازگاری، پروانه فلفلی به یک نمونه نمادین تبدیل شده‌است که در توضیح یا نشان دادن انتخاب طبیعی برای افراد عادی و دانش‌آموزان کلاس درس از طریق شبیه‌سازی بهره‌گیری می‌شود.

#### گوهرسوسک غول‌پیکر و تلاش برای جفت‌گیری با بطری آبجو
ناسازگاری فرگشتی در میان حشرات نیز دیده می‌شود. یکی از این نمونه‌ها گوهرسوسک غول‌پیکر است. گوهرسوسک غول‌پیکر نر فرگشت یافته‌است تا جذب ویژگی‌های گوهرسوسک ماده شود که به نر اجازه می‌دهد تا گوهرسوسک ماده را هنگام پرواز در بیابان شناسایی کند. این ویژگی‌ها شامل اندازه، رنگ و بافت است. با این حال، این ویژگی‌های فیزیکی در برخی از بطری‌های آبجو نیز دیده می‌شود. در نتیجه، نرها به دلیل اندازه بزرگتر و رنگ جذاب بطری آبجو، اغلب بطری‌های آبجو را جذاب‌تر از گوهرسوسک‌های ماده می‌دانند. در استرالیا گوهرسوسک غول‌پیکر بسیاری دیده شده‌اند که تلاش می‌کند با بطری‌های شیشه‌ای قهوه‌ای رنگ آبجو جفت‌گیری کند. بطری‌های آبجو اغلب توسط انسان در صحرای استرالیا که گوهرسوسک در آن رشد می‌کند دور انداخته می‌شود و محیطی را ایجاد می‌کند که در آن گوهرسوسک‌های نر ترجیح می‌دهند تا به جای ماده‌ها با بطری‌های آبجو جفت شوند. این وضعیتی بسیار زیان‌آور است، زیرا بازده تولیدمثلی گوهرسوسک را کاهش می‌دهد چون سوسک‌های کمتری جفت‌گیری می‌کنند. این شرایط را می‌توان یک ناسازگاری فرگشتی در نظر گرفت، زیرا عادتی که برای کمک به تولیدمثل به وجود آمد، به دلیل ریختن بطری‌های آبجو، که یک علت انسانی است، زیان‌بار شده‌است.

### نمونه‌های بدون تأثیر انسانی

#### آبشارهای اطلاعاتی بین پرندگان

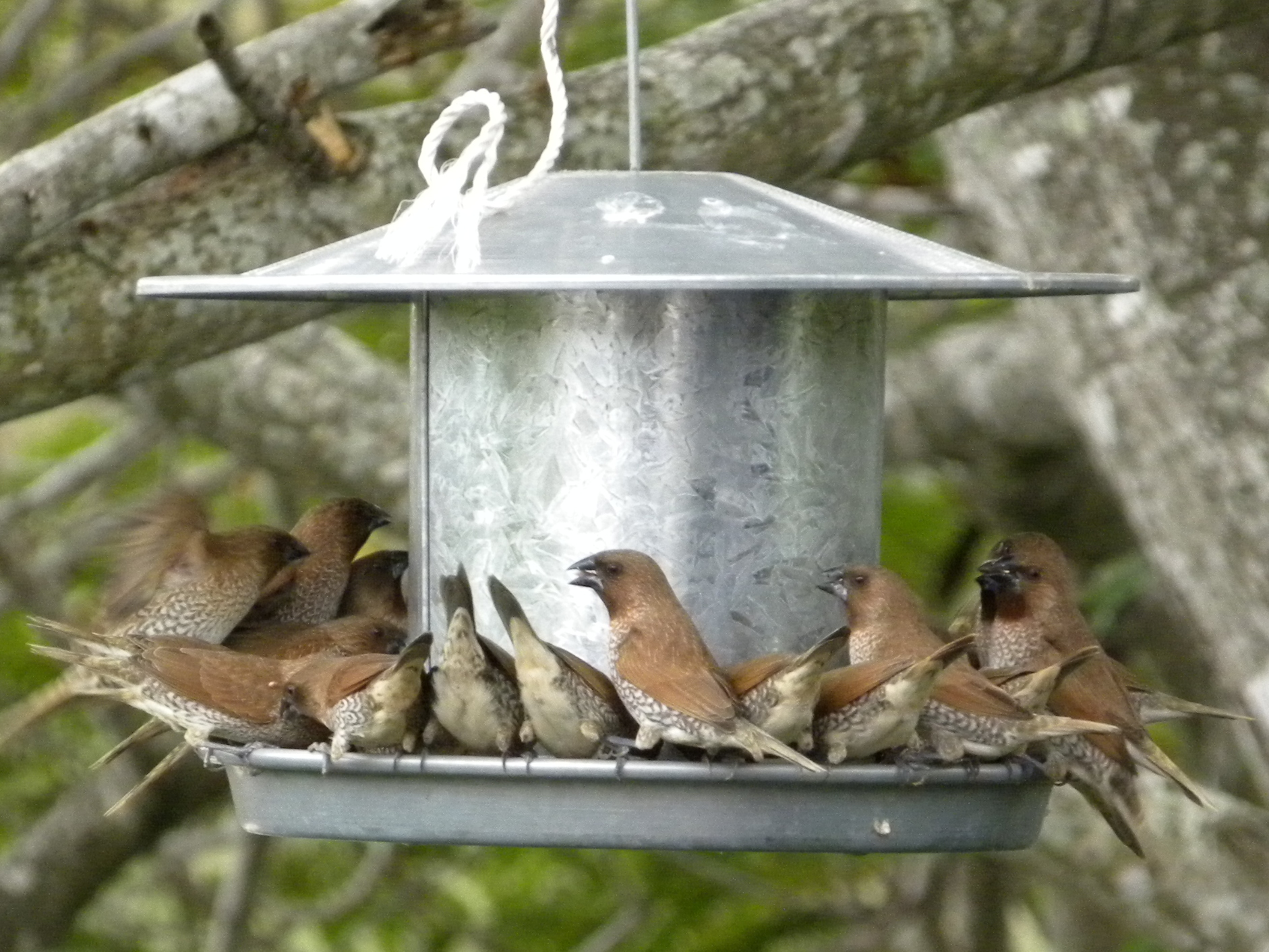
گروهی از سهره سینه‌پولکی در یک محل تغذیه پرنده

به‌طور معمول، به دست آوردن اطلاعات از تماشای موجودات دیگر به مشاهده‌گر اجازه می‌دهد تا بدون صرف تلاش تصمیم‌های خوبی بگیرد. به‌طور خاص، پرندگان اغلب رفتار موجودات دیگر را برای به دست آوردن اطلاعات ارزشمند، مانند حضور شکارچیان، مکان‌های تولیدمثل خوب، و نقاط تغذیه بهینه مشاهده می‌کنند. اگرچه این عمل به مشاهده‌گر این امکان را می‌دهد تا تلاش کمتری برای جمع‌آوری اطلاعات صرف کند، اما اگر اطلاعات به دست آمده از مشاهده غیرقابل اعتماد باشد، می‌تواند سبب تصمیم‌گیری‌های نادرست شود. دربارهٔ سهره سینه‌پولکی، پرنده مشاهده‌گر می‌تواند زمان صرف شده برای جستجوی یک تغذیه‌کننده بهینه را به حداقل برساند و زمان تغذیه آن را با تماشای محل تغذیه دیگر سهره‌های سینه‌پولکی به حداکثر برساند. با این حال، این عمل بر این فرض استوار است که سهره‌های سینه‌پولکی مشاهده‌شده نیز اطلاعات موثقی دارند که نشان می‌دهد نقطه تغذیه یک نقطه خوب است. این رفتار زمانی می‌تواند ناسازگار شود که اولویت‌بندی اطلاعات به‌دست‌آمده از تماشای دیگران سبب آبشارهای اطلاعاتی شود، جایی که پرندگان از دیگر افراد جمعیت پیروی می‌کنند، حتی اگر تجربه پیشین نشان داده باشد که تصمیم جمعیت ضعیف است. به عنوان مثال، اگر سهره سینه‌پولکی به اندازه کافی پرنده‌هایی را می‌بیند که در یک دان‌خوری تغذیه می‌کند، نشان داده شده‌است که سهره سینه‌پولکی آن محل را انتخاب می‌کنند، حتی اگر تجربه شخصی آنها نشان دهد که آن دان‌خوری غنی نیست.

#### سهره‌های خانگی و معرفی بیماری مایکوپلاسما گالی سپتیکوم
ناسازگاری فرگشتی در سهره‌های خانگی زمانی رخ می‌دهد که در معرض افراد عفونی قرار می‌گیرند. سهره‌های سالم برای کاهش احتمال از دست دادن غذا بر اثر یک درگیری اجتماعی تمایل دارند تا در نزدیکی افرادی که به دلیل بیماری بی‌حال هستند، تغذیه کنند. این تمایل به نوبه خود سبب می‌شود که در صورت وقوع بیماری مسری، احتمال بیشتری وجود داشته باشد که سهره سالم نیز بیمار شود. پس از به وجود آمدن مایکوپلاسما گالی سپتیکوم (بیماری مزمن تنفسی) در سال ۱۹۹۴، این وضعیت یک تله فرگشتی برای سهره‌ها ایجاد کرده‌است. از آنجایی که این بیماری عفونی است، اگر سهره‌های سالم در کنار افرادی باشند که در گذشته به این بیماری مبتلا شده‌اند، در معرض سرایت بیماری خواهند بود. مدت زمان نسبتاً کوتاه به وجود آمدن این بیماری، باعث ناتوانی سهره‌ها در سازگاری به اندازه کافی و سریع برای جلوگیری از نزدیک شدن به افراد بیمار شده‌است که در نهایت ناسازگاری بین رفتار آنها و محیط در حال تغییر را ایجاد کرده‌است.

#### بهره‌برداری از واکنش کرم خاکی به ارتعاشات
افسونگری کرم روشی است که توسط مردم برای جذب و بالا آمدن کرم‌های خاکی از زمین، توسط مالش یک دستهٔ چوبی با یک تکه فلز صاف برای ایجاد ارتعاش در خاک استفاده می‌شود. این فعالیت معمولاً برای جمع‌آوری طعمه ماهیگیری و به عنوان یک ورزش رقابتی انجام می‌شود. کرم‌هایی که ارتعاشات را حس می‌کنند به سطح می‌آیند. پژوهش‌ها نشان می‌دهد که انسان‌ها در واقع از ویژگی‌ای بهره می‌برند که کرم‌ها برای فرار و جلوگیری از خورده شدن توسط موش کور که درون خاک کرم‌ها را شکار می‌کنند، خود را سازگار کرده‌اند. این نوع تله فرگشتی، که در آن از یک صفت اولیه مفید، برای شکار طعمه بهره‌برداری می‌شود، توسط ریچارد داوکینز، زیست‌شناس فرگشتی انگلیسی، به عنوان «اثر دشمن نادر» شناسایی شد. این ویژگی کرم‌ها نه‌تنها توسط انسان، بلکه توسط جانوران دیگر نیز مورد سوءاستفاده قرار گرفته‌است. کاکایی‌های راستین و لاک‌پشت‌های چوبی نیز روی زمین نوک می‌زنند تا کرم‌ها را به سطح زمین برانند و خوراک خود سازند.

## رویارویی
برای میلیون‌ها سال، انسان‌ها در ابعاد مختلف فقط برای زنده ماندن تلاش می‌کردند و به‌تازگی لذت بردن از انواع اوقات فراغت و تجملاتی را آغاز کرده‌است که اکنون در دسترس است. بشر حجم عظیمی از فناوری را تجربه کرده‌است. با توجه به این پیشرفت‌های اخیر، ما در سطح جهانی هستیم که به انسان‌ها به یکدیگر متصل است و می‌توان فوری با افراد دیگر ارتباط برقرار کرد، انسان به‌طور فزاینده‌ای توانسته‌است خود را از تهدید طبیعت خشن در پناه قرار دهد و مجموعه‌ای از داروها برای درمان هر بیماری که انسان را تهدید می‌کند، داشته باشد. با این حال با مشکلات ناسازگاری که اجدادش از آن فارغ بودند، در رنج است. دانیل لیبرمن استاد زیست‌شناسی در دانشگاه هاروارد می‌نویسد، «ما برای سالم بودن فرگشت پیدا نکردیم، اما در عوض انتخاب طبیعی شده‌ایم تا در شرایط مختلف و چالش‌برانگیز تا حد امکان فرزند داشته باشیم. در نتیجه، ما هرگز به گونه‌ای فرگشت نیافته‌ایم که در شرایط فراوانی و راحتی، انتخاب‌های منطقی دربارهٔ اینکه چگونه رفتار کنیم داشته باشیم.»
برای رهایی از این مشکل، ابتدا باید موارد ناسازگاری به صورت موردی شناسایی شود. هر چند انسان مجبور نیست بار دیگر به گذشته اجدادی و زندگی در غار برگردد. اما روان‌شناسی فرگشتی محدودیت‌هایی را در ساختار زندگی و نحوه برخورد با چالش‌های جدید محیطی پیشنهاد می‌کند. برای نمونه انسان‌ها دربارهٔ اینکه چه چیزی می‌خورند و چه مقدار می‌خورند، خویشتنداری نشان دهند. بسیاری از انسان‌های مدرن بدون خویشتنداری هستند، زیرا خویشتنداری در خوردن چیزی است که در محیط اجدادی مورد نیاز نبوده‌است.
از دیدگاه فرگشتی، در اصل، سه گزینه برای رویارویی وجود دارد:
| روش رویارویی                                                                                 | توضیح |
| -------------------------------------------------------------------------------------------- | --- |
| کاری انجام نمی‌شود، باید منتظر بود تا کسانی که ناسازگاری دارند از طریق انتخاب طبیعی حذف شوند. | این گزینه تنها برای زمانی است که رفتارهای ناسازگاری بر موفقیت باروری فرد تأثیر می‌گذارد؛ بنابراین، این روش بر بیماری‌هایی که در سنین بالا خود را نشان می‌دهند (به عنوان مثال، شکل‌های خاصی از دیابت) اثر ندارد. برای نمونه به تعویق انداختن سن مادر شدن یک ناسازگاری است، زیرا در سنین بسیار بالا شانس باروری در زنان کاهش می‌یابد و در نهایت این کسانی که این سبک زندگی را انتخاب می‌کنند، بدون بر جا گذاشتن نسل توسط انتخاب طبیعی از اجتماع حذف خواهد شد. |
| تدوین قانون‌های قهری و از بین بردن آزادی انتخاب انسان                                         | اگر مردم سبک زندگی بدشان را تغییر ندهند، هزینه‌های گزافی بر دوش افراد یا جوامع گذاشته می‌شود؛ بنابراین، جامعه ممکن است تصمیم به حذف گزینه‌های رفتاری که باعث ناسازگاری می‌شود را بگیرد. اعتیاد به سیگار، یک عادت ناسازگار است. بر این اساس، بسیاری از جوامع مدرن اقدامات نسبتاً شدیدی را برای کاهش مصرف سیگار اعمال کرده‌اند. اقدامات محدودکننده سیگار کشیدن در اماکن عمومی نیز به‌طور فزاینده‌ای در حال افزایش است. اقدامات دیگری نیز برای محدود کردن گزینه‌های غذایی ناسالم در غذاخوری‌ها، استفاده از گوشی‌های هوشمند اعمال می‌شود. |
| ایجاد گزینه‌های جذاب‌تر و گزینه‌هایی که در نهایت برای انسان و جامعه بهتر است.                   | آموزش بیشتر انسان دربارهٔ وضعیت محیط زیست و گرم شدن کره زمین. با ایجاد امکانات بصری افراد مستقیماً و مدام از میزان مصرف انرژی خود آگاه باشند تا بتوانند کاری انجام دهند. به همین ترتیب، در دسترس بودن کنتور مصرف و آگاهی از میزان مصرف ممکن است موثرتر از درخواست عمومی برای صرفه‌جویی در انرژی باشد؛ زیرا با این روش عملی و کنترل مصرف، مردم می‌توانند هزینه‌های زندگی خود را کاهش دهند. آسانسورها را می‌توان در قسمت پشتی ساختمان‌ها قرار داد، به طوری که رفتن از پله‌ها جذاب‌تر شود. ساختمان کار و در دانشگاه مجهز به میزهای تنیس روی میز امکانات ورزشی باشد تا افراد در حین کار انگیزه حرکت بدنی داشته باشند. زندگی باید طوری طراحی شود که تعاملات چهره به چهره مکرر وجود داشته باشد. از آنجایی که اجداد ما همیشه با رنگ سبز احاطه شده بودند، محیط کار انسان باید فضای زیادی برای حرکت فیزیکی و تعامل با طبیعت را فراهم کند. |